# SS Norman
El Norman fue un carguero granelero (concretamente un carguero lacustre); su pecio en el lago Hurón (también designado 20UH018) fue incluido en el Registro Nacional de Lugares Históricos de EE. UU. en 2016.

## Hundimiento
El 30 de mayo de 1895, el Norman estaba cargado de carbón y se dirigía a Escanaba. La densa niebla redujo la visibilidad y el vapor canadiense Jack chocó contra el Norman. El Jack golpeó al Norman en medio del barco y casi lo partió en dos. El Norman se hundió rápidamente llevándose a tres tripulantes. El Norman se hundió rápidamente, llevándose consigo a tres tripulantes. El resto de la tripulación fue recogida por el Jack y la cercana barcaza de vapor Sicken.
Las labores de salvamento fracasaron en 1896.

## Pecio

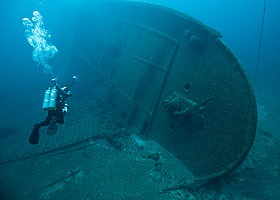
Buzo explorando los restos del naufragio

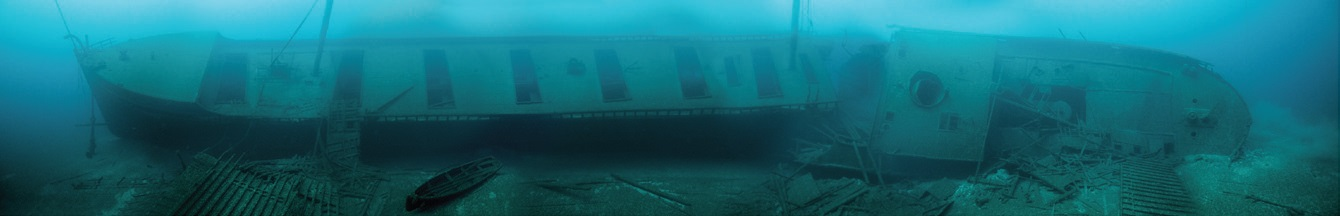
El pecio

El pecio no se localizó hasta 1986. Se encuentra a 64 m (210 pies) de profundidad y los buceadores pueden acceder a gran parte de la cubierta inferior. Se encuentra inclinado sobre el fondo del lago con el lado de estribor apuntando hacia la superficie. Hay una gran abertura desde la colisión en medio del barco. 
En la sección de proa se conservan el pescante, el cabrestante, las cornamusas de cubierta y las dos anclas de proa. El trinquete y el palo mayor están en su sitio y se elevan unos 18 metros. La sección de popa está separada del resto del barco. La máquina de vapor y las calderas están expuestas. El pecio se encuentra cerca de los restos del carguero de madera Florida.información 